# Rob Collins
Robert James "Rob" Collins (23 de febrero de 1963-22 de julio de 1996) fue un músico británico más conocido como el teclista original de The Charlatans.

## The Charlatans
Collins nació en Rowley Regis, Staffordshire y creció en Willenhall y fue reclutado para unirse a The Charlatans a finales de la década de 1980. El sencillo de debut de la banda, "Indian Rope", fue un éxito de la música indie y abrió el camino a su primer single en el top 10, "The Only One I Know", en 1990. El órgano de Collins, que tocaba un remolino y capas de música psicodélica, añadió un importante y notorio toque al sonido de la banda y situó al grupo aparte de muchos de sus contemporáneos baggy y fue el principal compositor de la banda. Rob Collins grabó cinco exitosos álbumes con la banda.

## Encarcelamiento
El 3 de diciembre de 1992, Collins fue detenido y acusado de robo a mano armada en una tienda de comestibles cerca de su casa. Collins había estado conduciendo con un amigo, que realizó el robo cuando Collins estaba esperando en su coche fuera. Collins afirmó no tener conocimiento del robo hasta que escuchó un disparo dentro de la tienda y su amigo salió, aunque más tarde admitió que no debería haber recogido a su amigo después de darse cuenta de lo que había hecho. Ante el tribunal, Collins se declaró culpable de "Ayudar a un delincuente después de un delito", por lo que fue condenado a ocho meses de prisión. Su anterior cargo de "atraco a mano armada" (que podía suponer una condena de ocho años o más) fue retirado por el tribunal. Collins cumplió cuatro meses de su condena y fue puesto en libertad a principios de 1994.

## Fallecimiento
Collins comenzó a grabar partes de teclado y órgano para el quinto álbum de The Charlatans, Tellin' Stories, pero murió, justo antes de que se terminaran las sesiones, en un accidente de coche el 22 de julio de 1996 mientras conducía su BMW 520i por una carretera rural a las afueras de Monmouth cerca de los Rockfield Studios donde se estaba grabando el álbum. La investigación del accidente demostró que Collins había consumido una cantidad considerable de alcohol y no llevaba puesto el cinturón de seguridad. Murió a causa de las heridas en la cabeza en la carretera poco después del accidente, tras salir despedido por el techo solar. Los investigadores concluyeron que probablemente no habría muerto si hubiera llevado el cinturón de seguridad.
La industria musical y sus colegas se vieron muy afectados por su repentina pérdida. La muerte de Collins se produjo unas tres semanas antes del mayor concierto de los Charlatans hasta la fecha, como teloneros de Oasis en Knebworth. El cantante de Oasis Liam Gallagher dijo "vive para siempre, amigo" como dedicación a Collins e introducción a su canción "Cast No Shadow".